# Monte Menicoccio
Il Monte Menicoccio (1.204;m. s.l.m.) è una cima dei monti Sabini, nel Lazio, nella provincia di Rieti, nel territorio del comune di Roccantica.